# Plysmos
Orthodontium (Plysmos) er en slægt af mosser med 14 arter, hvoraf en enkelt findes i Danmark. Orthodontium betyder 'opret tand' (af græsk orthos ret og odon tand) og hentyder til tænderne i sporehusets peristom.
| Danske arter |

- Smalbladet Plysmos Orthodontium lineare